# Captain Blood (videogioco)
Captain Blood (L'Arche du Captain Blood) è un videogioco di avventura grafica francese del 1988 pubblicato dalla ERE Informatique (allora parte della Infogrames) o dalla sua etichetta Exxos per i computer Amiga, Amstrad CPC, Apple IIGS, Atari ST, Commodore 64, Mac OS, MS-DOS, Thomson MO, Thomson TO e ZX Spectrum. Le edizioni americane sono della Mindscape. La versione per Atari ST venne pubblicata anche con traduzione in italiano e con il titolo L'arca di capitan Blood. Ci fu un'edizione in italiano anche per Olivetti Prodest PC 128, variante del Thomson MO6, ma mantenne il titolo Captain Blood.
Il gioco ha un'ambientazione interplanetaria ed è incentrato sulla difficile comunicazione simbolica con alieni di varie specie, con l'aggiunta di sequenze di pilotaggio d'azione.

## Trama
Bob Morlock, programmatore di videogiochi, si trova intrappolato dentro un videogioco da lui stesso creato, dove prende il soprannome di Captain Blood (forse un tributo al romanzo Il capitano Blood di Rafael Sabatini). Si ritrova nello spazio sconosciuto al comando di un'astronave chiamata Arca, realizzata con tecnologia biomeccanica e dotata di un computer di bordo parlante chiamato Biocoscienza e soprannominato Honk.
In seguito a un incidente durante l'iperspazio, viene clonato 30 volte e tali repliche, che succhieranno linfa vitale all'originale, si perdono nello spazio. Passano 800 anni in cui il protagonista, tenuto in vita dalla progressiva sostituzione del suo corpo con sistemi biomeccanici, riesce a trovare 25 dei suoi 30 cloni; il gioco inizia proprio con la ricerca degli ultimi cinque cloni, che dovrà disintegrare pena la totale perdita della sua natura umana.
Blood, attraverso la sua Arca, dovrà esplorare una galassia immaginaria chiamata Hydra visitando pianeti e forme aliene diverse, traendo aiuto da esse per la riuscita della sua missione.
Honk ha concepito UPCOM (Universal Protocol of Communication), un sistema per comunicare con gli alieni che effettua una traduzione simultanea basata su icone. Blood potrà incontrare alieni di 13 specie senzienti, oltre ai propri cloni, con livelli di intelligenza variabile.

## Modalità di gioco
Il gioco si svolge con visuale in prima persona prevalentemente all'interno dell'Arca di Blood, dove si controlla come cursore un suo braccio, caratterizzato da un aspetto biomeccanico, con il quale è possibile premere i tasti presenti sulla consolle dell'astronave, ognuno dei quali attiva una specifica funzione. La finestra principale sopra la consolle mostra una visuale fissa dell'esterno oppure altre funzioni richiamate.
Da una carta galattica è possibile esplorare la galassia di Hydra in cerca di pianeti inserendo le coordinate in latitudine e longitudine. Ci sono in tutto 32 768 pianeti, di cui solo alcuni rilevanti, in quanto abitati, e le loro posizioni cambiano casualmente a ogni partita. Una volta scelto un pianeta è possibile trasferirsi sul posto tramite salto nell'iperspazio, rappresentato con effetti psichedelici.
Giunti presso il pianeta è possibile effettuare una scansione della superficie per verificare la presenza di forme di vita e inviare una navetta biologica Oorxx sulla superficie del pianeta per esplorarlo parzialmente. L'Oorxx viene pilotato direttamente dal giocatore sopra uno scenario in grafica vettoriale generata con un sistema frattale che rappresenta i profili di gole e montagne; è necessario rimanere a bassa quota per evitare le difese missilistiche. Per volare si dispone di indicatori di velocità e altitudine e di un mirino per pilotare, che fa anche da indicatore della giusta direzione per raggiungere un obiettivo.
Nel caso di incontro ravvicinato con un membro della popolazione del pianeta, inizia la comunicazione con l'alieno, che avviene tramite l'interfaccia UPCOM. Questa consiste in una pulsantiera scorrevole di 128 icone (non sempre tutte disponibili), ognuna delle quali rappresenta un concetto, visualizzabile anche come testo passandoci sopra con il cursore-braccio. I messaggi inviati e ricevuti dall'alieno sono sequenze di queste icone, interpretando le quali è possibile esprimere frasi più complesse (ad esempio, l'alieno Yoko chiede al giocatore di presentarsi, con le icone "piccolo" + "Yoko" + "volere" + "conoscere" + "identità" + "?"). 
Con gli alieni è possibile negoziare e ottenere informazioni su nuovi pianeti abitati (coordinate), comportamenti e caratteristiche delle varie razze aliene e soprattutto su come trovare i cloni di Blood rimasti.
È possibile anche disintegrare un pianeta o teletrasportare un alieno consenziente nel Frigatorium, un'area d'isolamento dell'arca ove è possibile disintegrare l'alieno oppure trasportarlo su un altro pianeta.
La partita può essere salvata e ha un tempo limite di 45 ore reali, ma bisogna tener conto anche della progressiva degenerazione fisica del protagonista, rappresentata dal tremore del braccio biomeccanico; solo quando si elimina uno dei cinque cloni Blood riacquista vigore e quindi il suo tempo di vita si allunga.

## Colonna sonora
Il tema musicale introduttivo è un adattamento autorizzato di Ethnicolor di Jean-Michel Jarre, brano tratto dall'album Zoolook del 1984.

## Sviluppo
Captain Blood fu progettato alla ERE Informatique da Jean-Phillipe Ulrich e dal nuovo acquisto Didier Bouchon. In particolare Ulrich ideò lo scenario di gioco e Bouchon programmò la versione per Atari ST dove venne sviluppato originariamente, oltre a realizzare buona parte della grafica. Le altre versioni furono adattamenti da quella per Atari ST.
Secondo gli autori, la banca dati dei dialoghi di gioco è ampia in tutto 4 kB.

## Accoglienza
Il gioco ottenne a suo tempo una critica positiva da parte dei vari periodici, più o meno in tutte le sue versioni, soprattutto per il concept originale del gioco e la grafica. Le versioni Amiga e Atari ST ottennero molti giudizi superiori all'80%. Analoghi anche i giudizi sulla versione per Commodore 64; tra i meno soddisfatti, ma comunque un 77%, quello della rivista Zzap!64, delusa soprattutto dal sonoro e dai molti caricamenti.
In Francia nel primo 1988, prima della pubblicazione in Europa prevista per metà marzo, la versione originaria del gioco per Atari ST aveva già avuto successo, esaurendo le prime 5 000 copie.
Si stima che le vendite complessive superarono le 100 000 copie.

## Serie
Già all'inizio del 1988 era in progetto un secondo titolo, con un sistema di gioco simile all'originale, ma interazioni più complesse; tuttavia questa edizione non si concretizzò mai.
I seguiti di Captain Blood uscirono qualche anno dopo, ma non si fecero notare quanto l'originale:
- Captain Blood (1988)
- Commander Blood (1994), non più basato sul caratteristico sistema di dialogo a icone dell'originale, e con struttura più da tradizionale avventura lineare;
- Big Bug Bang (1996), uscito solo in francese.

Captain Blood Legacy era un progetto di rifacimento in collaborazione con gli autori originari, attivo tra il 2011 e il 2013, ma poi abbandonato per mancanza di finanziamenti.